# Barntrean
Barntrean var TV 3:s barnprogramblock och sändes från 1989 och fram till 2 januari 2005. Under TV3:s första år 1988 sändes istället barnprogrammen utifrån TV-tablån, utan något studioprogram. 
Under de första åren i kanalens historia leddes programmet av den grodliknande tygdockan Skurt och Ingamay Hörnberg. På den tiden sändes Barntrean under en timme på tidiga vardagskvällar. På lördagar och söndagar gick sändningarna på morgnarna. Skurt och Ingamay visade tecknade filmer, bland annat Smurfarna. Barntrean började sedan visas på vardagsmorgnar i stället, men upplägget var fortfarande ungefär det samma.
Efter över 17 år på TV 3 lämnade Skurt och Ingamay Hörnberg TV-kanalen i januari 2005, och sedan dess sänds inga barnprogram alls i kanalen. På vardagsmorgnar började TV3 istället sända komediserier som till exempel Nanny och Alla älskar Raymond. På helgmorgnar visas det ofta familjefilmer. 

## Serier som ingått i Barntrean (i urval)
- Krambjörnarna
- Adventures of Sonic the Hedgehog
- Huckleberry Hound
- Piff och Puff - Räddningspatrullen
- Bumbibjörnarna
- De gåtfulla guldstäderna
- Duck Tales
- Familjen Flinta
- Fantastiske Max
- Greve Duckula
- James Bond Junior
- The Transformers
- Mighty Morphin Power Rangers
- Scooby Doo
- Smurfarna
- Stoppa duvan!
- Masken
- Superhjältarna
- The Real Ghostbusters
- Teenage Mutant Ninja Turtles
- Widget
- Yogi Björn
- Flipper
- Familjen Munster
- Follyfoot
- Clownen Bozo
- Mr Magoo
- Montana Jones
- Sonic the Hedgehog
- Willy världsvan
- Biker Mice from Mars
- Tillbaka till framtiden
- Transformers Generation 2
- Bob i Flaskan
- Swat Kats
- Katten Nisse
- Katten Eek
- Familjen Vavaddå
- Jim Guldknapp
- Dennis
- Oliver Twist
- Barkey
- Peter Pan och piraterna
- Ed, Edd & Eddy
- Digimon
- Långbens galna gäng
- Quack Pack
- UBOS
- Bobbys Värld
- Dundermusen